# Cyphoderus albinus
Espèce
Cyphoderus albinus est une espèce de Collemboles de la famille des Lepidocyrtidae. Minuscule, entièrement blanc et sans ocelles, il vit souvent en grand nombre dans les fourmilières en commensal de nombreuses espèces de fourmis sur l'ensemble de l'Eurasie et du nord de l'Afrique.

## Description

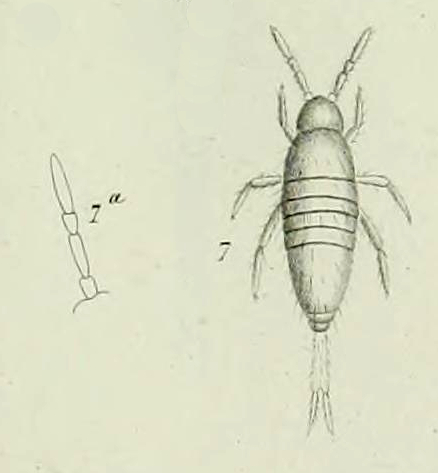
Illustration accompagnant la description originale de Nicolet en 1842 sous le nom Cyphodeirus albinos.

Cyphoderus albinus est un minuscule collembole particulièrement véloce et agile. Son corps peu velu mesure environ 1,6 mm de long et présente une forme oblongue. Coloré d'un blanc brillant, il ne possède pas d'ocelles, ces deux caractéristiques étant des adaptations à l'obscurité. Les segments de son thorax sont assez grand et cachent ses pattes. Les segments de sa furca, l'organe de fuite typique des collemboles, sont également assez longs. Ses antennes possèdent quatre articles : le premier et le troisième sont courts et en cône renversé alors que le deuxième et le quatrième sont beaucoup plus grands et oblongs,.
Plus précisément, les critères d'identification visibles à la loupe sont le quatrième segment de son abdomen qui est trois fois plus long que le troisième ; sa furca dont le mucron est long et possède deux dents et l’extrémité de son dente qui porte des écailles allongées,. Une autre espèce étroitement apparentée et plus rare, Cyphoderus bidenticulatus, possède une dent supplémentaire sur son mucron.

## Distribution
Cyphoderus albinus est référencé dans les écozones paléarctique et indomalaise.
En Europe, il est présent aux Açores, en Albanie, en Allemagne, en Autriche, en Belgique, en Espagne, en Grande-Bretagne, en Bulgarie, en Croatie, en Finlande, en France dont la Corse, en Hongrie, en Irlande, en Italie, en Crète, en Lettonie, en Norvège dont le Svalbard et l'Île Jan Mayen, aux Pays-Bas, en Pologne, en Roumanie, en Slovaquie, en Slovénie, en Suède, en Suisse, en Ukraine et en ex-Yougoslavie.
En France, l'espèce se retrouve dans la majeure partie du territoire métropolitain dont la Corse, dans des milieux forestiers variés allant de la forêt d'épicéas et de douglas dans le Morvan à la forêt de chênes lièges et verts dans les Maures.
Les signalements cités aux États-Unis, en Argentine, en Sierra Leone et en Micronésie concernent probablement une ou plusieurs espèces différentes.

## Écologie

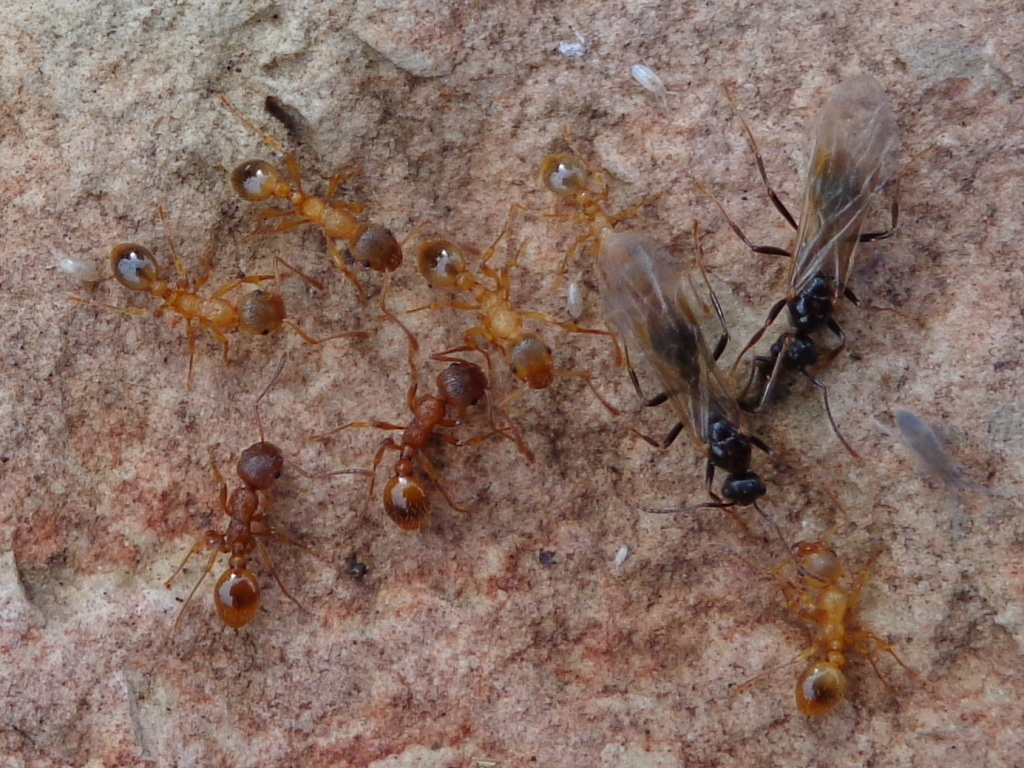
Cyphoderus albinus en compagnie de Myrmica ruginodis, ouvrières et sexués.

Cyphoderus albinus est une espèce myrmécophile commensale symbiotique et opportuniste, c'est-à-dire qu'il vit obligatoirement au sein des fourmilières en se nourrissant des déchets de ses hôtes sans prédater leur couvain, ce qui est qualifié de nettoyage symbiotique. Il peut atteindre des densités très importantes, surtout au cœur du nid,,.
Son habitat est caractérisé par des conditions de sol sèches. Il se rencontre toujours en compagnie de fourmis sous des pierres, dans des troncs ou sous les mousses des forêts. L'intervalle de température du sol est compris entre 6 et 14 °C et son degré d'humidité varie de 2 à 25 %. Cette espèce semble être confinée à une gamme de températures assez étroite, lorsqu'elles sont moins ou plus élevées, le collembole se calfeutre plus profondément sous terre.
Alors que les fourmis tolèrent C. albinus, il constitue une proie souvent abondante au sein même des fourmilières pour les araignées Mastigusa arietina et Thyreosthenius biovatus ainsi que pour le staphylin Stenus aterrimus. Plus les fourmis sont nombreuses et denses, plus les araignées sont régulées et moins elles prédatent le collembole ; à l'inverse du staphylin qui n'est pas agressé par les fourmis et continue sa chasse quels que soient leur nombre et leur densité. Contrairement à C. albinus, ces prédateurs myrmécophiles vivent plutôt en périphérie du nid.

## Biologie

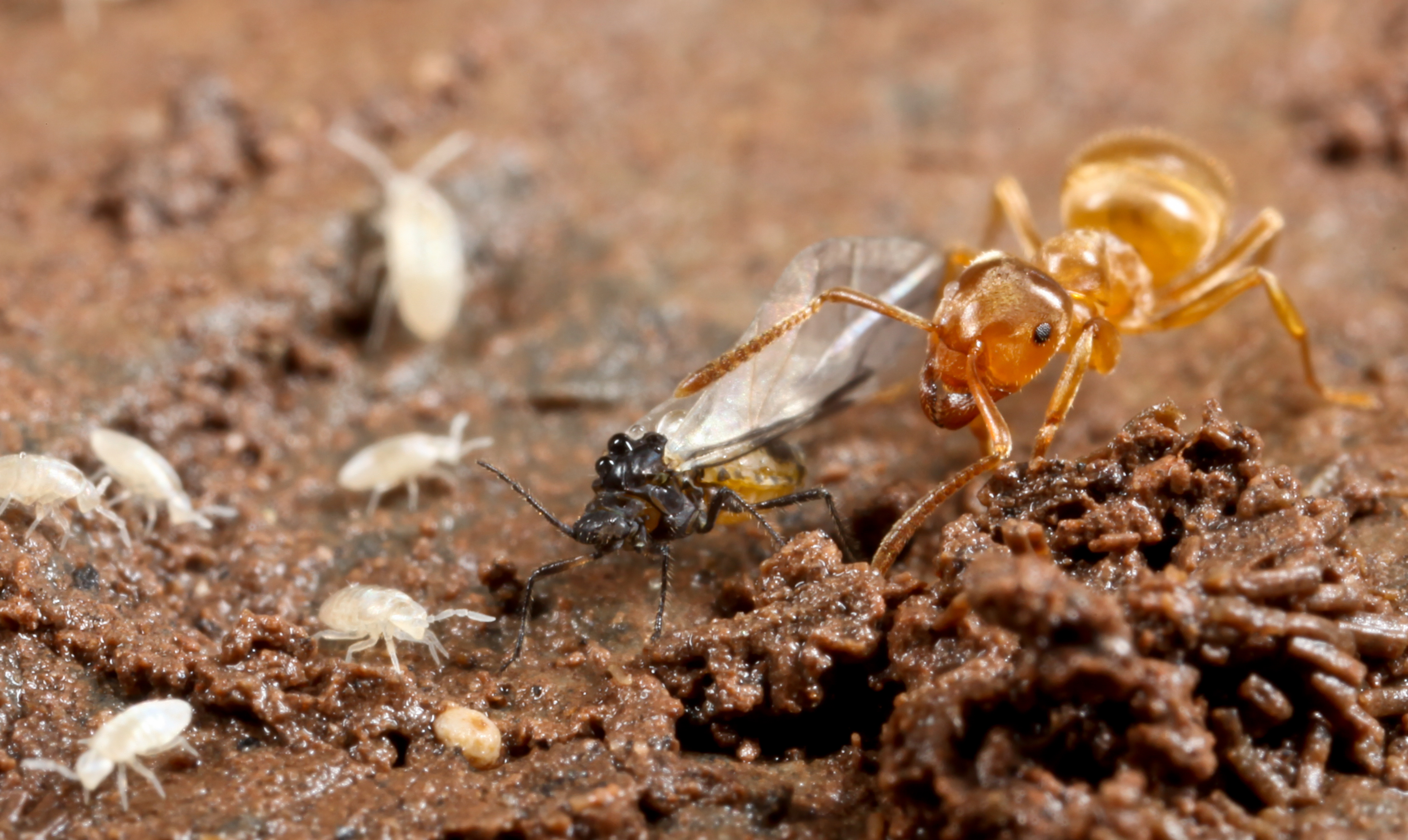
Cyphoderus albinus au sein d'une colonie de Lasius flavus en compagnie d'une fourmi ouvrière et d'un puceron sexué.

La façon dont cette espèce est capable de localiser et de coloniser les nids de ses nouveaux hôtes est inconnue. Il est probable qu'elle produise des œufs qui sont identifiés par les fourmis comme des œufs ou des larves de leur colonie et amenés aux nids, à l'instar de certaines chenilles de papillons et larves de coléoptères myrmécophiles. Les adultes eux-mêmes pourraient également mimer le couvain de fourmi.
Chaque population porte sur elle l'identité phéromonale spécifique de la colonie de fourmis.

## Espèces de fourmis hôtes
L'éventail de des espèces-hôtes de C. albinus est assez élevé. En Europe, il est signalé en compagnie des genres Camponotus dont Camponotus herculeanus et Camponotus sylvaticus ; Formica dont Formica sanguinea et Formica fusca ; Lasius dont Lasius niger, Lasius flavus et Lasius emarginatus ; Myrmica dont Myrmica rubra, Myrmica ruginodis et Myrmica scabrinodis ainsi que le genre Tetramorium avec Tetramorium caespitum,.
Outre ces espèces indigènes, C. albinus se retrouve également chez des fourmis introduites et invasives comme Lasius neglectus dans les parcs de Gand en Belgique.

## Usage
C. albinus est parfois utilisé dans les élevages de fourmis amateurs afin de profiter de son nettoyage symbiotique.

## Taxonomie
L'espèce Cyphoderus albinus a été décrite en 1842 par l'entomologiste suisse Hercule Nicolet (d) (1801–1872) sous le protonyme Cyphoderus albinos.

### Synonymie
Cyphoderus albinus a pour synonymes :
- Beckia albinos J.Lubbock, 1870
- Beckia argentea J.Lubbock, 1870
- Cyphodeirus albinos H.Nicolet, 1842
- Cyphodeirus albus Carl, 1899
- Cyphodeirus argentus Vellay, 1899
- Cyphoderus albinos H.Nicolet, 1847
- Cyphoderus argentea (Lubbock, 1869)
- Lepidocyrtus albinos Gervais, 1844
- Tullbergia immaculata Lie-Pettersen, 1896